# آسدرا
آسدرا (به اسپانیایی: Acedera) یک شهرستان در اسپانیا است که در استان باداخس واقع شده‌است.